# Družina

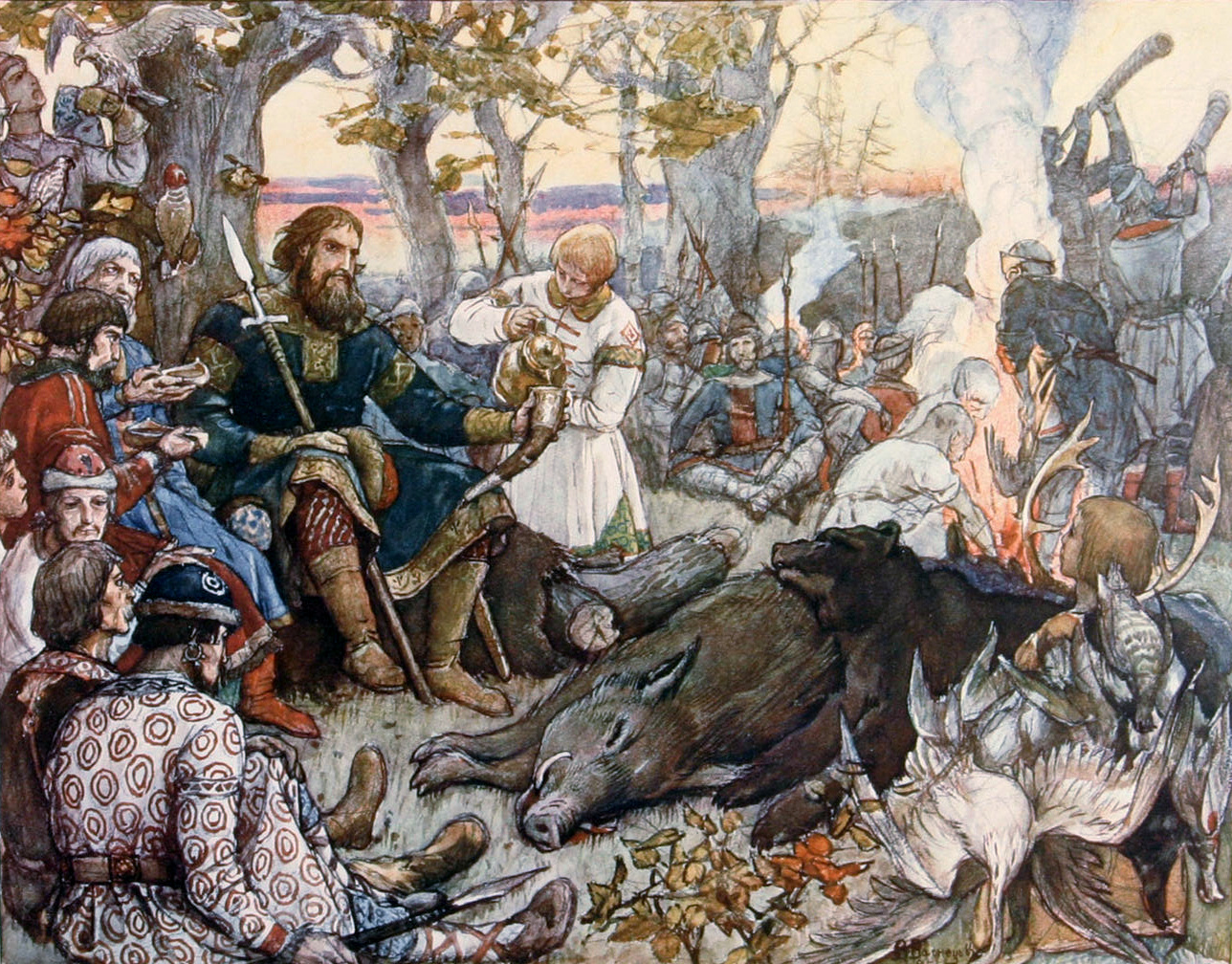
Il principe Vladimir II di Kiev (Dinastia Rurik) festeggia con la sua družina dopo una caccia al cinghiale - Viktor Vasnetsov

La družina era il corpo delle guardie del corpo dei capi slavi durante il Medioevo.
Oltre che slavi, alcuni membri delle družine erano anche Huscarl provenienti dalla Scandinavia, che mettevano al servizio dei capi o principi locali le loro abilità in combattimento.
Le družine erano utilizzate ampiamente come guardie del corpo dai capi e dai principi della Rus' di Kiev, e parteciparono anche alla battaglia del lago Peipus.
Si trattava di truppe molto versatili, capaci di combattere nei climi estremi del nord Europa e della Russia; gli uomini erano protetti da una cotta di maglia leggera e capaci di combattere sia corpo a corpo che con l'arco.

## Equipaggiamento
.